# Iosif Andrica
Iosif Andrica (n. 15 iulie 1879, com. Sârbi, jud. Hunedoara – d. 8 septembrie 1919, Deva) a fost un deputat în Marea Adunare Națională de la Alba Iulia, organismul legislativ reprezentativ al „tuturor românilor din Transilvania, Banat și Țara Ungurească”, cel care a adoptat hotărârea privind Unirea Transilvaniei cu România, la 1 decembrie 1918.:p. 14

## Biografie
Iosif Andrica s-a născut în comuna Sârbi, jud. Hunedoara, la data de 15 iulie 1879. A fost învățător la Școala Confesională Română din com. Zam. Tot aici a înființat și un cor bisericesc, care a ajuns renumit în împrejurimi, dat fiind faptul că organiza petreceri poporale și în alte comune, unde cânta doine românești. Astfel, a reușit să convingă și mulți țărani să se aboneze la ziarele din România.:p. 34
Participă la Primul Război Mondial. La întoarcerea acasă, pe 8 noiembrie 1918 înființează Garda Națională din Zam. În 18 noiembrie este chemat la Deva de către Consiliul Național Român, înființând și aici o altă Gardă Națională pentru împiedicarea izbucnirii revoluției.:p. 34-35
După momentul de la 1 decembrie 1918 a fost numit primul Șef de Poliție Românească din orașul Deva, organizând ulterior Poliția Românească din întregul județ. Moare însă în 8 septembrie 1919, fiind prins de o bandă și bătut crunt.:p. 35

## Activitatea politică

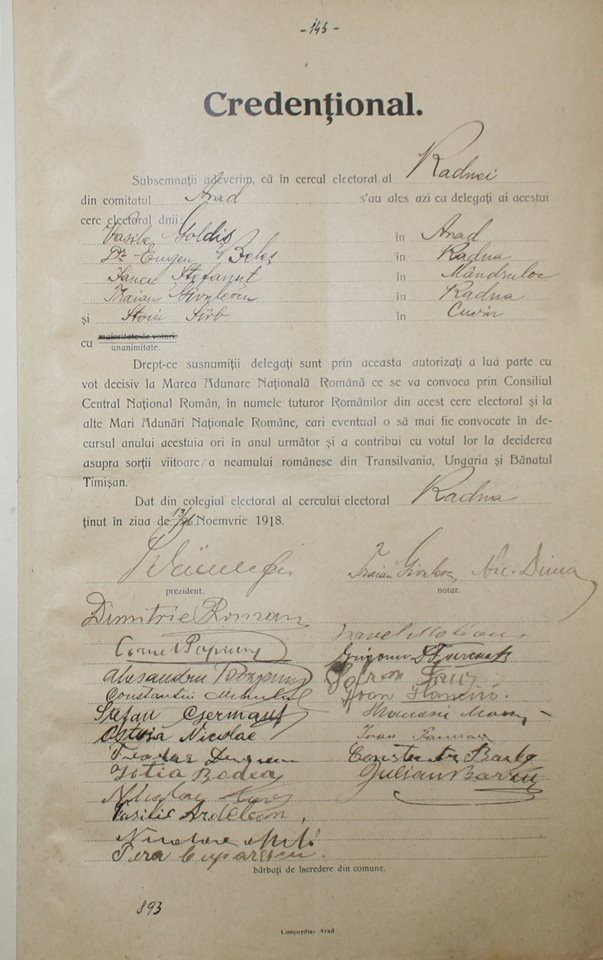
Credențional

Participă la Marea Adunare Națională de la Alba Iulia de la 1 decembrie 1918, unde votează pentru unirea Transilvaniei cu România. Tot acum este ales membru al Marelui Sfat Național.:p. 35